# Phare de Goro
Le phare de Goro (en italien : Faro di Porto di Po di Goro) est un phare situé sur Isola dell'Amore, sur la commune de Goro, dans l'embuche du Pô, dans la région de Émilie-Romagne en Italie. Il est géré par la Marina Militare.

## Histoire
Le premier phare fut construit en 1865 dans l'embouchure du Pô, mais le dépôt progressif d'alluvions l'éloigna de la mer. Aujourd'hui, ce phare a été récupéré et il est utilisé comme observatoire ornithologique. Le vieux phare a été remplacé par un autre qui a été détruit en 1945 par les troupes allemandes en retraite.
Le phare actuel a été construit en 1950. Le phare jusqu'en 1985 a été peint avec des bandes horizontales rouges et blanches et utilisé comme marque de jour. Il possède un Système d'identification automatique pour la navigation maritime

## Description
Le phare  est une tour cylindrique en maçonnerie de 24 m de haut, avec double galerie et lanterne métallique, attachée à une maison de gardien d'un étage. Le phare est en blanc et le dôme de la lanterne est gris métallique. Il émet, à une hauteur focale de 22 m, deux éclats blancs et vert, selon direction, de deux secondes toutes les 10 secondes. Sa portée est de 17 milles nautiques (environ 30 km) pour le feu principal et 13 milles nautiques (environ 15 km) pour le feu de veille. Il possède aussi un feu secondaire vert émettant un flash toutes les 4 secondes à 3 m de haut.
Identifiant : ARLHS : ITA-073 ; EF-4072 - Amirauté : E2434 - NGA : 11428 .

## Caractéristiques dufeu maritime
Fréquence : 10s (W-W)
- Lumière : 1 seconde
- Obscurité : 2 secondes
- Lumière : 1 seconde
- Obscurité : 6 secondes

|                         |
| Le phare (vue aérienne) |

|                 |
| Le phare (2015) |

### Lien connexe
- Liste des phares de l'Italie